# إبراهيم فهمي رجب

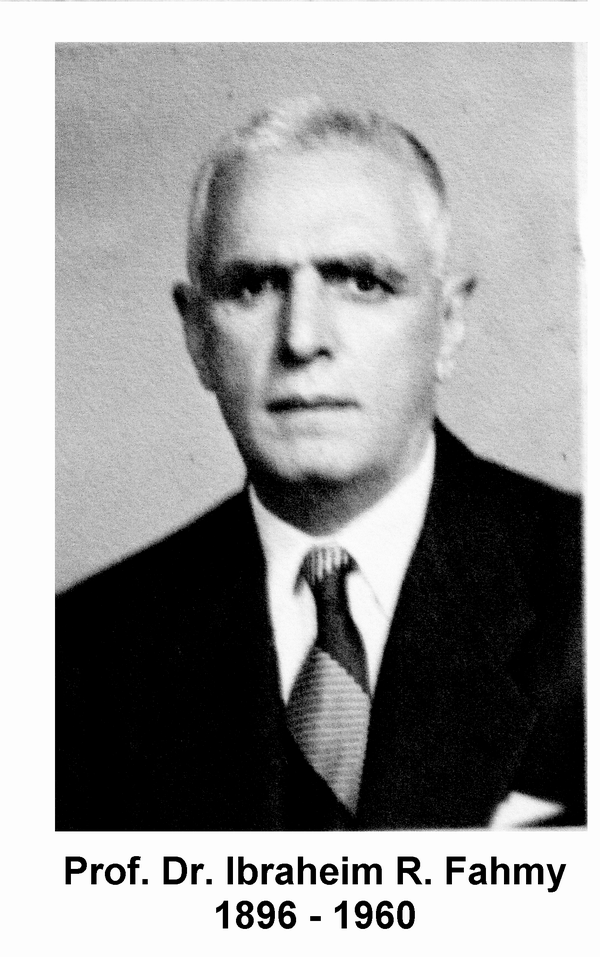
صورة شخصية

الدكتور إبراهيم فهمي رجب  (1896 ـ 1960) هو أستاذ صيدلة مصري متخصص في علم العقاقير، كان أول عميد لكلية صيدلة جامعة القاهرة بعد فصلها عن كلية الطب.

## حياته الأكاديمية
تلقى إبراهيم رجب فهمى تعليمه بمدرسة الصيدلة بقصر العيني، ثم في جامعتي برن ولندن، وتدرج في وظائف هيئة التدريس بالجامعة حتى الأستاذية، وكان أول عميد لكلية الصيدلة بعد فصلها عن كلية طب قصر العيني.
بعد تقاعده، عُين رئيسًا لقسم الصيدلة بالمركز القومي للبحوث، وقد اشترك في تأسيس عدد من الجمعيات العلمية، وكان سكرتيرًا للجنة الدائمة لدستور الأدوية المصري، ونائبًا لرئيس لجنة خبراء دستور الأدوية الدولي.